# Blek spinndubbelfoting
Blek spinndubbelfoting (Melogona voigti) är en mångfotingart som först beskrevs av Karl Wilhelm Verhoeff 1899.  I den svenska databasen Dyntaxa används istället namnet Melogona voigtii. Blek spinndubbelfoting ingår i släktet Melogona och familjen spinndubbelfotingar. Arten är reproducerande i Sverige. Inga underarter finns listade i Catalogue of Life.